# Quasi orfano
Quasi orfano è un film del 2022 diretto da Umberto Carteni, remake del film francese Ti ripresento i tuoi.

## Trama
Valentino Rocco  vive a Milano con la moglie Costanza. È un uomo di successo, in quanto ha fondato un suo marchio di design  e dirige l'azienda di suo suocero Sergio che, però, vorrebbe vendere la sua impresa a un acquirente francese. Il vero cognome di Valentino è "Tarocco", è originario della Puglia e ha preso totalmente le distanze dai genitori vergognandosi delle sue umili origini. Il padre Pino, che ha rinunciato a una carriera di cantante per prendersi cura della sua famiglia, gestisce con scarsissimo successo una masseria a Monopoli e si comporta come se Valentino nemmeno esistesse, avendo trovato offensivo che il figlio abbia rinnegato il suo cognome e se ne sia andato.
A causa di un malinteso, la segretaria di Valentino manda un invito alla sua famiglia per un ricevimento a un museo. La madre di Valentino, Addolorata, crede, erroneamente, che sia una festa per il suo compleanno e si reca a Milano accompagnata dal figlio Nicola, oltre che con Lulu e Mara, rispettivamente moglie e figlia di Nicola. Una volta arrivati a Milano, i parenti di Valentino durante la festa al museo lo mettono in imbarazzo.
Costanza e Valentino ospitano i parenti nel loro lussuoso appartamento. La vicinanza con la sua famiglia spinge Valentino a riconsiderare la propria vita, dopo aver voltato le spalle ai genitori e al fratello, e a riflettere sul fatto che il suo matrimonio con Costanza è diventato infelice.  
Dopo un litigio con Sergio, Valentino viene investito da un'auto in corsa. Ricoverato in ospedale, dopo un periodo trascorso in coma farmacologico, si risveglia, ma la sua mente è regredita all'età di 20 anni e non ricorda nulla né di Costanza né della sua vita a Milano. Riacquista i suoi vecchi comportamenti meridionali  e ricomincia a parlare il dialetto pugliese. Costanza all'inizio trova fastidioso il cambiamento del marito e la presenza dei Tarocco, ma con il tempo rimane affascinata dalla loro semplicità, oltre ad apprezzare il fatto che Valentino è diventato più comprensivo e passionale. Valentino riacquista gradualmente la memoria e si riavvicina a Costanza con la quale per la prima volta prende in considerazione la possibilità di avere un bambino, cosa che non avevano mai fatto dato che Valentino aveva sempre anteposto la carriera alla famiglia.
Sergio, nel frattempo si è indebitato con degli usurai e per questo spinge tanto per la cessione dell'impresa, ma non trova più il sostegno del genero, che non vuole che i dipendenti vengano licenziati. A un tratto Valentino ricorda che era stato proprio Sergio a investirlo in seguito al litigio che avevano avuto quando si stava opponendo alla cessione dell'azienda.  Sergio lo umilia e gli rivela che Costanza voleva lasciarlo e di ciò ne trova conferma quando vede i moduli del divorzio che la moglie aveva preparato.
Affranto per tutto quello che è successo, Valentino abbandona Milano per tornare a vivere a Monopoli. In realtà Costanza non voleva divorziare dal marito, ma desiderava solo provocarlo, sperando che lui si sforzasse di salvare il loro matrimonio. Finalmente Pino e Valentino si riconciliano, vengono poi raggiunti da Addolorata, Nicola, Lulu e Mara e con loro c'è anche Costanza che non vuole rinunciare al marito.
Superate le iniziali incomprensioni, Costanza decide di rimanere in Puglia perché sente che i Tarocco, con la loro semplicità e genuinità, sono la sua famiglia. Valentino la perdona soprattutto quando lei gli fa un'inaspettata sorpresa: è incinta. Sergio viene arrestato per bancarotta fraudolenta, mentre i Tarocco dirigono, questa volta con successo, la loro Masseria come una vera famiglia unita.

## Produzione
Le riprese sono iniziate nell'ottobre 2021 a Monopoli e sono durate sei settimane. Altre riprese si sono svolte anche a Roma e Milano.

## Distribuzione
Il trailer ufficiale del film è stato presentato il 4 agosto 2022.
Il film è stato distribuito nelle sale cinematografiche italiane dal 6 ottobre 2022.